# 2004年夏季残疾人奥林匹克运动会中国代表团
2004年夏季残疾人奥林匹克运动会中国代表团是中国派出的2004年夏季残疾人奥林匹克运动会代表团。获得63枚金牌、46枚银牌和32枚铜牌。